# Anilocra frontalis
Anilocra frontalis is een pissebed uit de familie Cymothoidae. De wetenschappelijke naam van de soort werd in 1840 voor het eerst geldig gepubliceerd door Henri Milne-Edwards.